# 微紫青霉菌
微紫青黴菌（學名：Penicillium janthinellum）是一種青黴菌。其菌落呈毡状，表面絮状或绳状，有放射状褶裂，产孢面為灰色、灰绿色或蓝绿色，背面无色至黄色转橙色、红色或淡紫色。小梗少而细，長8-10微米，寬2-2.2微米，顶端急剧地变细。分生孢子為椭圆形，一端或两端稍尖，其长径約3—3.5微米。
广西大学生科院国家重点实验室从广西南丹矿区污泥中分离了一株高抗Cu2+的真菌，编号为GXCR，根据形态和5.8S rRNA 基因的内转录间隔子区的 DNA序列同源性将其鉴定为Penicillium janthinellum。GXCR 能够耐200 mmol L–1 的Cu2+，在5 mmol L–1 Mn2+存在下，可在含800 mmol L–1 Cu2+的PDA上生长在PDA 培养基上，限制GXCR生长的其它金属盐的最小浓度 （mmol L–1）依次为：Zn2+, >1200；Al3+, >500； Na+, >250； Mn2+, >200；Cd2+, 50；Cr3+, >60； Cr6+, >3； Ni2+, 20； Pb2+, 50。 对Cu2+、Cr6+、 Pb2+ 和Zn2+,的抗性是pH 依赖性的，在pH3~7，随着pH 的升高，其抗性急剧下降。在含3 种金属盐混合物的PDL(未添加琼脂的PDA)中的GXCR 生长的正交实验结果表明：金属盐之间存在显著的毒性协同效应；毒性协同效应强度不仅与盐的种类也与组成盐之间的浓度相关；GXCR 有较高的抗3 种金属盐混合物的能力。原子吸收测定结果表明： 在含20 mmol L−1 Cu2+去离子水溶液中，未经NaOH 预处理的自然菌体的Cu2＋吸收量为38.1 mg g－1 干菌体，经 200 mmol L−1 NaOH 预处理的菌体的吸收量为76.9mg g－1 干菌体；在含1200 mmol L−1 Zn2+的PDL(未加琼脂的PDA)中, 接种分生孢子并连续培养7d 后，菌体的Zn2＋吸收量为258.3mg g－1 干菌体[2]。
基于固定化的微紫青黴菌对废水中重金属的吸附的研究：通过包埋的孢子及干菌丝体两种策略，研究包埋菌体对废水中重金属的去除效果，以望取得更好的处理效果，解决去除效果不明显、循环利用性低、固液分离难等问题，为今后重金属废水处理方面提供很好的科学数据和实践指导意义[3]。
该菌已申请获得国家专利（专利号：200410046197.9）。本实验通过紫外诱变+化学EMS诱变+钴60放射性辐射诱变联合筛选出微紫青黴菌野生型GXCR的两株铜抗性下降的突变体EC-6和UC-8。并对微紫青黴菌GXCR野生型WT和EC-6进行转录组和蛋白组测序。获得了大量的表达差异转录本和差异蛋白，结合一系列生理生化实验，初步构建微紫青黴菌铜抗性机制模型和网络图[4,5]。